# Deutsch-Belgischer Partnerstädtetag

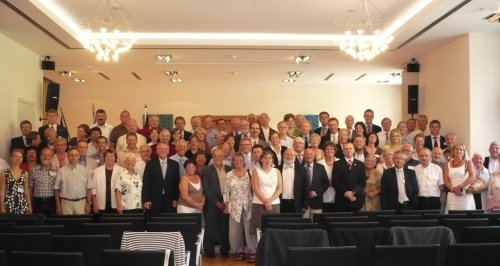
Gruppenfoto aller Teilnehmer

Der Deutsch-Belgische Partnerstädtetag ist eine Veranstaltung, die ein Forum des gegenseitigen Austauschs für die teilnehmenden deutschen und belgischen Städte und Gemeinden bietet.
Zum ersten Mal fand der Partnerstädtetag am 29. Juni 2009 in Brüssel im Europabüro des Landes Baden-Württemberg bei der Europäischen Union statt.
Organisiert wurde der Partnerstädtetag von der Botschaft der Bundesrepublik Deutschland beim Königreich Belgien zusammen mit dem Deutschen Städtetag, dem Deutschen Landkreistag, dem Deutschen Städte- und Gemeindebund, der Vereniging van Vlaamse Steden en Gemeenten, dem Europabüro Eurocommunalle, der Union des Villes et Communes belges, der Association de la Ville et des Communes de la Région de Bruxelles-Capitale/Vereniging van de Stad en de Gemeenten van het Brussels Hoofdstedelijk Gewest und der Union des Villes et Communes de Wallonie. Rund 130 Vertreter aus 63 Städten nahmen am Partnerstädtetag teil.
Zwischen Deutschland und Belgien existieren über 130 Städte- und Kommunalpartnerschaften, deren Zusammenarbeit und gemeinsame Projekte durch den Partnerstädtetag gezielt angesprochen und vertieft werden sollen. Die Veranstaltung selbst umfasst Vorträge, Podiumsdiskussionen und Erfahrungsaustausche. Partnerschaftsjubiläen wurden ebenfalls geehrt. Wie der Sparkassen- und Giroverband berichtet, trug das Programm des Partnerstädtetages zu einem „weitreichenden Erkenntnisgewinn“ (Brüssel Aktuell 24/2009) bei.
Der zweite Partnerstädtetag fand am 11. April 2011 im Belgischen Konsulat in Köln mit rund 180 Teilnehmern aus 70 Städten statt. Er stand unter dem Thema "Jugend". Der Belgische Botschafter in Berlin, der Botschafter der Bundesrepublik Deutschland in Brüssel, der Konsul von Belgien in Köln und der Oberbürgermeister der Stadt Köln luden gemeinsam ein.